# Alemany suís
L'alamànic suís (Schweizerdeutsch en alemany estàndard; Schwyzerdütsch, Schwiizerdütsch, Schwyzertütsch o Schwizertitsch en altres ortografies que reflecteixen les pronunciacions dialectals) és un dels dialectes alamànics que es parlen a Suïssa. A vegades, d'altres dialectes alamànics parlats fora d'aquest país se'n diu alamànic suís també, especialment dels de Liechtenstein, molt propers als de Suïssa.

## Ús
Al contrari que molts dialectes de l'Europa moderna, l'alamànic suís és el llenguatge parlat quotidianament tant per tots els estrats socials de les ciutats industrials com per la gent del camp. La utilització d'un dialecte no comporta cap inferioritat social o educacional. Només hi ha unes poques situacions on parlar l'alemany estàndard es veu necessari o considerat; per exemple, en l'educació (tot i que no durant les pauses), al parlament, a les notícies televisades o en presència d'estrangers germanòfons. Es parla d'una situació de diglòssia medial, ja que el dialecte alamànic suís és principalment la llengua parlada, mentre que l'alemany és l'escrita.
L'alamànic suís és intel·ligible per als parlants d'altres dialectes alamànics i gent que ha estat exposat a aquests idiomes, però no ho és per als parlants d'alemany estàndard (Hochdeutsch). Per tant, els parlants d'alamànic suís que surten a la televisió o al cinema s'han de doblar o subtitular per a un públic a Alemanya, per exemple.
Al seu país, el rock cantat en alamànic suís ha arribat a constituir un gènere musical, anomenat Dialect rock.

## Variacions
Els dialectes alamànics a Suïssa tenen marcades diferències en la pronunciació i en el vocabulari, però els parlants s'entenen mútuament, amb unes poques excepcions, per exemple a la part alamànica del cantó de Valais. Els dialectes alamànics a Suïssa són part essencial de les identitats culturals locals, en alguns casos a nivell de població o subgrup cultural (tant la classe alta de Basilea com els pagesos d'Adelboden tenen els seus propis dialectes alamànics específics). En algunes regions, un polític que no parla la varietat local alamànica té menys possibilitats a les eleccions.
Expressen una forta distinció nacional, cantonal i regional, tot separant els residents a Suïssa d'aquells que viuen al "gran cantó" (Alemanya).

## Història
Com a dialectes alamànics, els dialectes del suís no van participar de la segona mutació vocàlica germànica que va tenir lloc en l'edat mitjana: encara s'usen gairebé les mateixes vocals que a l'alt alemany mitjà. Una excepció són algunes varietats centrals del suís com ara el del cantó d'Unterwalden.
Exemples:
| Dialecte de Zúric | Dialecte de Nidwalden | Alemany estàndard | Traducció |
| ----------------- | --------------------- | ----------------- | --------- |
| [huːs]            | [huis]                | [haʊs]            | casa      |
| [bruːn]           | [bruin]               | [braʊn]           | marró     |

Gran part dels dialectes del suís, en ser dialectes de l'alt alamànic, han completat la mutació consonàntica de l'alt alemany, això és, no només han fet el canvi de t a [ts] o [s] i de p a [pf] o [f], sinó que a més a més l'han fet de k a [kχ] o [χ]. La majoria tenen [kχ] o [χ] inicials en comptes de [k], encara que hi ha excepcions, com les varietats de Chur o Basilea. El suís de Basilea és un dialecte del baix alamànic (com la majoria, encara que no tots, de dialectes alamànics parlats a Alemanya), i el suís de Chur és bàsicament un dialecte de l'alt alamànic però sense [χ] or [kχ] inicials.
Exemples:
| Alt alamànic | Baix alamànic | Alemany estàndard | Traducció |
| ------------ | ------------- | ----------------- | --------- |
| [ˈχaʃtə]     | [ˈkʰaʃtə]     | [ˈkʰastən]        | armari    |
| ['χɛːs]      | ['kʰæs]       | ['kæːzɛ]          | formatge  |

## Pronunciació

### Consonants
Com a tots els dialectes del sud de l'alemany, els dialectes suïssos no tenen obstruents sonores. En comptes d'això hi ha una distinció de llargària.
Les oclusives /p, t, k/ no són aspirades. Els sons aspirats [pʰ, tʰ, kʰ] s'han desenvolupat secundàriament (en la majoria de dialectes) en trobar-se l'oclusiva i l'aspiració quan es contreu un mot (behalten, guardar > /phaltə/; Gehalt, sou > /khalt/) o per manlleus d'altres llengües, normalment l'alemany estàndard (Tee [tʰeː], té > /theː/). Als dialectes de Basilea i Chur, però, hi ha paraules nadiues amb /k/ aspirada.
Al contrari que l'alemany estàndard, que té dos al·lòfons per a /x/ ([ç] i [χ]), el suís només té [χ].
Tot i que al suís no hi ha ensordiment final, l'oïda de l'estranger pot captar familiaritat amb l'alemany estàndard a causa de la manca d'oclusives sonores.
També, sovint, una consonant llarga pot anar precedida d'una vocal curta.

### Vocals
La majoria dels dialectes suïssos tenen vocals avançades rodones, al contrari que molts dialectes de l'alemany. Només als dialectes del baix alamànic del nord-oest de Suïssa (Basilea principalment) i als del cantó de Wallis s'han "des-arrodonit". Sota la influència d'altres dialectes del suís l'arrodoniment s'estén.
Com els dialectes bàvars, els dialectes del suís han mantingut els diftongs creixents de l'alt alemany mitjà: /iə̯, uə̯, yə̯/, per exemple "lieb" adorable (Cf. suís /liə̯b̥/ i alemany estàndard /liːp/), "gut" bé, bo (Cf. suís /kuə̯t/ i alemany estàndard /guːt/) i "kühl" fresc (Cf. suís /xyə̯l/ i alemany estàndard /kʰyːl/). Cal tenir en compte el "des-arrodoniment" d'alguns dialectes tractat al paràgraf anterior, que també ha afectat els diftongs.
Com els dialectes del baix alemany, els de l'alemany suís han conservat els antics monoftongs /iː, uː, yː/, per exemple "Pfeil" fletxa (Cf. suís /pfiːl/ i alemany estàndard /pfaɪ̯l/), "Bauch" panxa (Cf. suís /b̥uːx/ i alemany estàndard /bau̯x/) i "Säule" pilar (Cf. suís /z̥yːlə/ i alemany estàndard /zɔʏ̯lə/).
Els dialectes occidentals (per exemple el de Berna) han preservat els antics /ei̯, ou̯/ mentre que la resta tenen /ai̯, au̯/ com a l'alemany estàndard.

### Suprasegmentals
A molts dialectes del suís, la longitud de vocals i consonants són independents entre si, al contrari que a altres llengües germàniques.
Exemples de la varietat de Berna:
|            | /a/ curta      | /aː/ llarga                |
| /f/ curta  | /hafə/ "bol"   | /d̥i b̥raːfə/ "els honestos" |
| /fː/llarga | /afːə/ "micos" | /ʃlaːfːə/ "dormir"         |

L'accent cau a la primera síl·laba amb més freqüència que en alemany estàndard, fins i tot a manlleus del francès com [ˈmɛrsːi] o [ˈmersːi] "gràcies". El suís de Berna és un dels dialectes on moltes paraules s'accentuen en la primera síl·laba, per exemple [ˈkaz̥ino] "casino" (cf. alemany estàndard [kʰaˈziːno]. De tota manera hi ha molts patrons d'accentuació diferents fins i tot entre dialectes. No n'hi ha cap que sigui tan consistent en aquest aspecte com ho és l'islandès.

## Gramàtica
La gramàtica del suís presenta algunes peculiaritats comparada amb la de l'alemany estàndard:
- No hi ha un pretèrit indicatiu, però sí un de subjuntiu.
- A la major part dels dialectes no hi ha genitiu.
- L'ordre dins un sintagma verbal pot variar. Per exemple: "wil du bisch cho/wil du cho bisch" perquè has vingut (Cf. alemany estàndard "weil du gekommen bist").
- A les proposicions de relatiu, les partícules "der, die, das, welcher, welches" (el/la que, el/la qual, etc.) han estat substituïdes per "wo" (on): "Ds Bispil, wo si schrybt" L'exemple que ella escriu (Cf. alemany estàndard "Das Beispiel, das sie schreibt").
- Combinats amb altres verbs, els verbs "ga/go", "cho", "la/lo" i "aafa/aafo" (anar, venir, deixar, començar) es redupliquen i s'avantposen al verb principal. Exemple:

| Alemany estàndard | Ich | gehe   | einen Film     |        | anschauen |
| Alemany suís      | Ich | gang   | en Film        | go     | luege     |
| Traducció literal | jo  | vaig a | una pel·lícula | anar a | veure     |
Nota: diverses ortografies són luege, lüege, lüägä, lüäge, luegä, luägä.

## Escriptura
Els dialectes del suís normalment són parlats però no escrits. Tots els escrits formals (diaris, llibres) i gran part dels informals es fan en alemany estàndard, que a cops rep el nom de Schriftdeutsch (alemany escrit). Algunes paraules dialectals són acceptades com a regionalismes de l'alemany estàndard de Suïssa amb la ratificació del Duden, per exemple "Zvieri" berenar (de "Z' vieri", a les quatre).
Hi ha pocs treballs escrits en dialectes suïssos. Avui dia el jovent usa cada cop més el seu dialecte en comunicació escrita informal (per exemple, el correu electrònic o els SMS). De tota manera, la majoria escriu l'alemany estàndard amb més fluïdesa que el suís.
En no haver-hi un estàndard qui escriu en suís usa la varietat de la seva regió.
L'escriptura de l'alamànic suís no està normativitzada. Les ortografies usades es poden classificar en dos grups: aquelles que intenten mantenir-se el més a prop possible de l'ortografia de l'alemany estàndard i aquelles que intenten reflectir la pronunciació característica el més fidelment possible.
Hi ha algunes lletres usades de manera diferent que en les normes d'escriptura de l'alemany estàndard:
- La k (i ck) s'usa per al so africa /kx/.
- El dígraf gg, usat per a la /k/ fortis (encara hi ha debat obert respecte a si es pot parlar de "fortis" i "lenis" en alemany suís).
- La y (i a cops yy) tradicionalment s'empra per a representar els sons /iː, i/ que corresponen a l'/aɪ̯/ de l'alemany estàndard, per exemple "Rys" arròs (cf. alemany estàndard /raɪ̯s/) en contraposició a "Ris", "Riis" gegant (cf. alemany estàndard /riːzə/). Molta gent, però, no usen y sinó i o ii, especialment en els dialectes que no fan aquesta distinció per exemple, "Riis" /riːz̥/ en suís de Zuric arròs i gegant (cf. suís de Berna, que distingeix "Rys" /riːz̥/ arròs de "Riis" /rɪːz̥/ gegant). Alguns fins i tot usen ie per influència de l'alemany estàndard, però això pot crear confusió amb ie usat per representar /iə̯/.

## Vocabulari
La majoria dels manlleus venen de l'alemany estàndard. Molts d'ells són ara tan comuns que han substituït per complet els mots originals suïssos, per exemple "Hügel" turó (en comptes de "Egg" o "Bühl") o "Lippe" llavi (en comptes de "Lefzge"). D'altres han substituït els mots originals només en part, per exemple "Butter" mantega o "Kopf" cap (que continuen dient-se "Anken" i "Grind" al sud-oest de Suïssa). Qualsevol paraula de l'alemany estàndard parlat a Suïssa té la capacitat de ser manllevada, adaptant-la a la fonologia de l'alemany suís.
Els dialectes suïssos tenen algunes paraules del francès perfectament assimilades. "Glace" gelat per exemple és pronunciat [ˈɡ̊lasːeː] o [ˈɡ̊lasːə] en molts dialectes de l'alemany suís (mentre que en francès és /glas/). La paraula francesa "merci" gràcies s'usa a "merci viilmol/vilmal" moltes gràcies. També és molt comuna "velo" bicicleta (accentuada a la primera síl·laba al contrari que en francès) en comptes de "Fahrrad". És possible que aquests manlleus no provinguin directament del francès sinó que siguin supervivents dels abans nombrosos manlleus francesos de l'alemany estàndard que van caure en desús a Alemanya.
Entre els manlleus de l'italià hom pot trobar "exküsi" perdó (de "excusi").
En els darrers anys, els dialectes de l'alemany suís també han manllevat algunes paraules angleses que ja sonen molt "suïsses", com per exemple [ˈfuːd̥ə] menjar (v.) (de "food", menjar (n.)), [ɡ̊ei̯mə] jugar a jocs d'ordinador (de "game" joc) o [ˈz̥nœːb̥ə] fer snowboard (de "snowboard"). Mentre que la major part d'aquests manlleus són recents, alguns porten dècades en ús, com ara [ˈʃutːə] jugar a futbol (de "shoot" xutar).
Les paraules que han passat de l'alemany suís al català com ara "musli" són escasses.

## Distribució dialectal
Hi ha nombrosos dialectes de l'alamànic suís (en groc a la imatge). Tot i que en general la diferenciació dialectal és per regions, és possible "captar" de quina ciutat és una persona només parant atenció a la seva manera de parlar. A mesura que la mobilitat ha anat augmentant recentment any rere any aquestes distincions s'han anat diluint. La diferenciació regional continua forta, però.
Els principals dialectes són

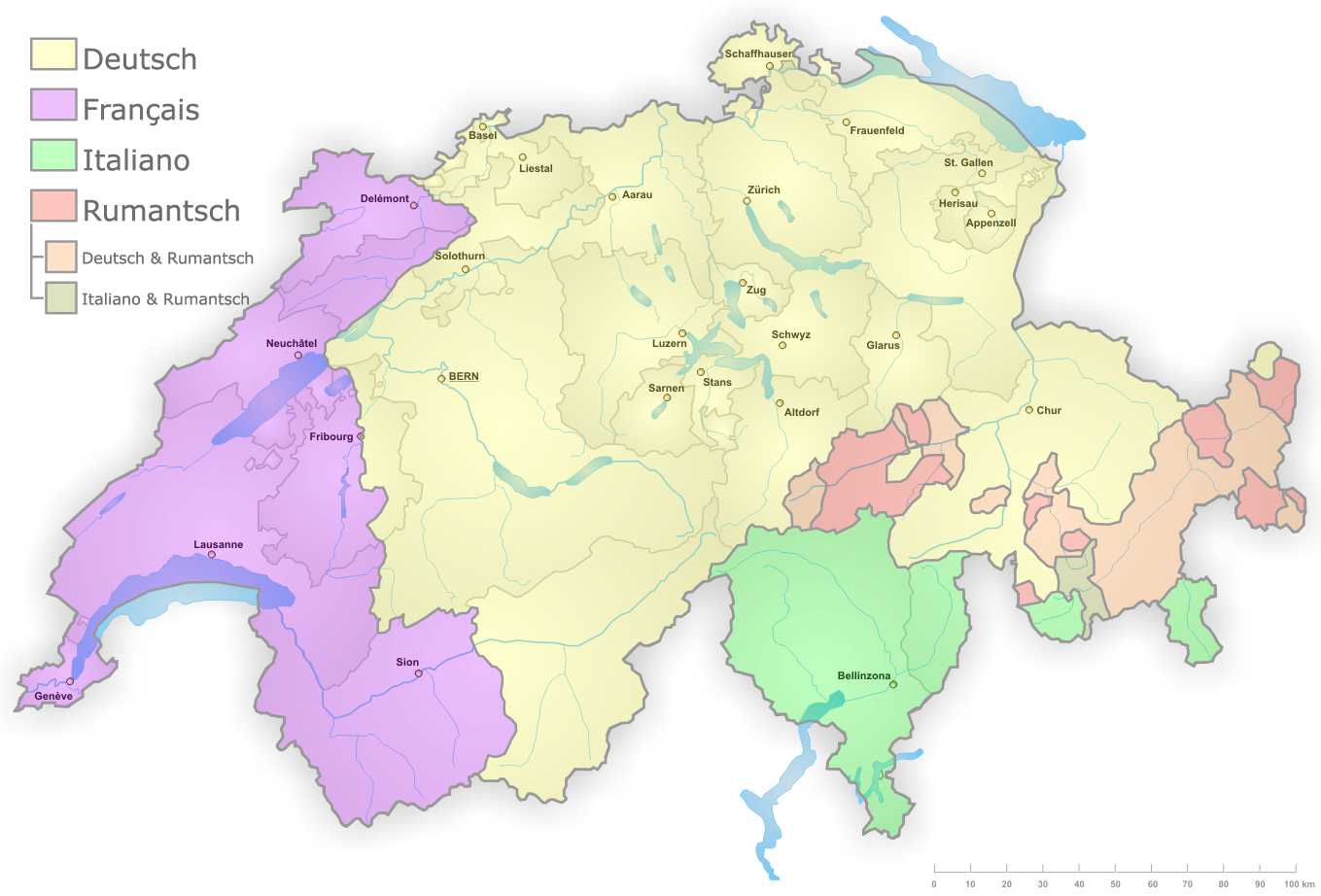
Distribució dels dialectes de l'alemany suís

- els de la part germanòfona dels Grisons,
- els de St. Gallen,
- Appenzell,
- Thurgau,
- Glarus,
- Schaffhausen,
- Zuric,
- Zug,
- Schwyz,
- Lucerna,
- Uri,
- Unterwalden,
- les parts germanòfones de Valais,
- Aargau,
- Les parts germanòfones de Berna,
- Basilea,
- Solothurn
- i les parts germanòfones de Friburg.

També es parla alemany suís al nord d'Itàlia i al nord-oest de Ticino.